# Bożena Nerlo-Pomorska
Bożena Gabriela Nerlo-Pomorska (ur. 5 lutego 1948 w Łodzi) – polska fizyk teoretyk, zajmująca się teorią jądra atomowego, pracownik naukowy Uniwersytetu Marii Curie-Skłodowskiej.

## Życiorys
W 1970 ukończyła studia na Uniwersytecie Marii Curie-Skłodowskiej, w 1974 uwieńczone obroną pracy doktorskiej studia doktoranckie w Instytucie Badań Jądrowych. Od 1974 pracowała na UMCS, początkowo zatrudniona na stanowisku adiunkta, od 1981 na stanowisku docenta, w 1982 uzyskała stopień doktora habilitowanego, w 1996 tytuł profesora nauk fizycznych.
Jej mąż Krzysztof Pomorski jest również fizykiem